# Beograđanka

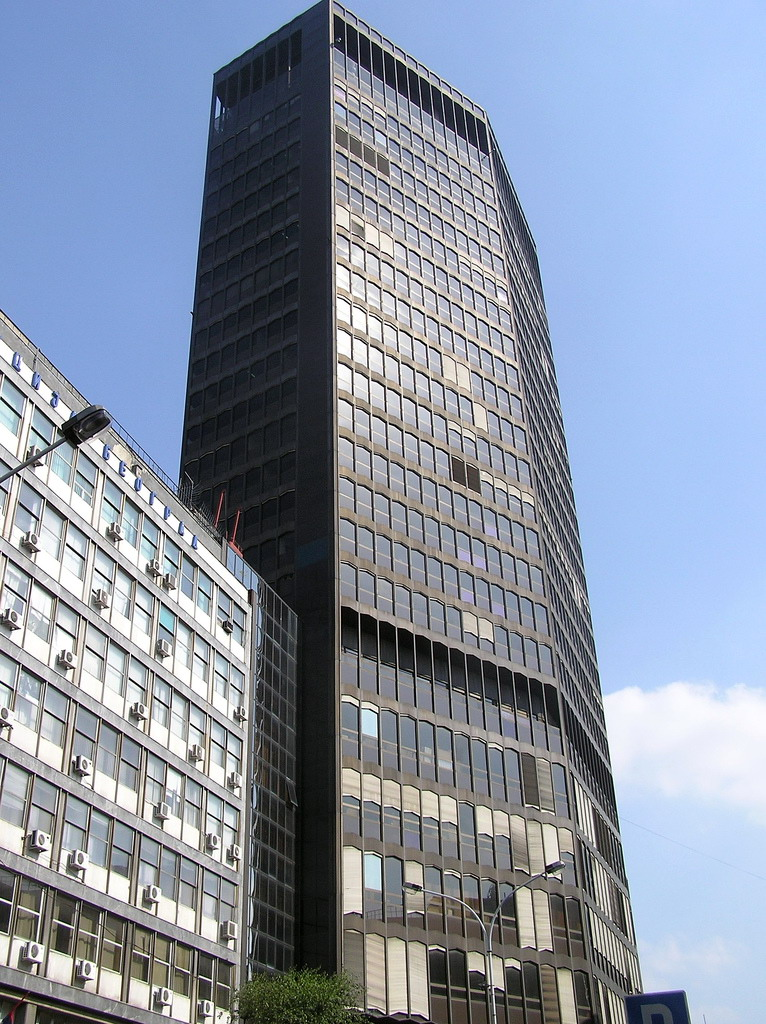
Clădirea Beograđanka

Beograđanka (în chirilica sârbă Београђанка, literalmente: Belgrădeanul), oficial Palatul Belgrad (sârbă Палата Београд, cu alfabetul latin: Palata Beograd) este o clădire înaltă modernă situată în orașul Belgrad, capitala Serbiei, având o înălțime de 101 metri.